# Wegwielrennen op de Paralympische Zomerspelen 2020 - Wegwedstrijd mannen C4–5
De wegwedstrijd mannen C4–5 Bij het wegwielrennen tijdens de XVIe Paralympische Zomerspelen, vond plaats op de Fuji Speedway een racecircuit in de Japanse prefectuur Shizuoka.

## Uitslag
| #      | renner                   | renner | Klasse | tijd    | tijd   |
| ------ | ------------------------ | ------ | ------ | ------- | ------ |
| Goud   | Kévin Le Cunff           | FRA    | C5     | 2:14:49 |        |
| Zilver | Yegor Dementyev          | UKR    | C5     | 2:15:11 | +0.22  |
| Brons  | Daniel Abraham           | NED    | C5     | 2:15:20 | +0.31  |
| 4      | Lauro Chaman             | BRA    | C5     | 2:17:11 | +2:22  |
| 5      | Alistair Donohoe         | AUS    | C5     | 2:19:43 | +4:54  |
| 6      | George Peasgood          | GBR    | C4     | 2:20:11 | +5:22  |
| 7      | Patrik Kuril             | SVK    | C4     | 2:22:35 | +7:46  |
| 8      | Andrea Tarlao            | ITA    | C5     | z.t.    | z.t.   |
| 9      | Pierpaolo Addesi         | ITA    | C5     | 2:23:53 | +9:04  |
| 10     | Sergei Pudov             | RPC    | C4     | 2:27:56 | +13:07 |
| 11     | Ronan Grimes             | IRL    | C4     | 2:29:21 | +14:32 |
| 12     | Ondrej Strečko           | SVK    | C5     | 2:30:07 | +15:18 |
| 13     | Edwin Fabian Matiz Ruiz  | COL    | C5     | 2:33:34 | +18:45 |
| 14     | Zsombor Wermeser         | HUN    | C5     | 2:34:30 | +19:41 |
| 15     | Diego Germán Dueñas      | COL    | C4     | 2:39:26 | +24:37 |
| 16     | Cody Jung                | USA    | C4     | z.t.    | z.t.   |
| 17     | Andre Luiz Grizante      | BRA    | C4     |         | Lap    |
| 18     | Walter Grant-Stuart      | GUY    | C5     |         | Lap    |
|        | Jozef Metelka            | SVK    | C4     | DNF     | DNF    |
|        | Mahdi Mohammadi          | IRI    | C5     | DNF     | DNF    |
|        | Christopher Murphy       | USA    | C5     | DNF     | DNF    |
|        | Dorian Foulon            | FRA    | C5     | DNF     | DNF    |
|        | Carol-Eduard Novak       | ROM    | C4     | DNF     | DNF    |
|        | Alfonso Cabello          | ESP    | C5     | DNF     | DNF    |
|        | Pablo Jaramillo Gallardo | ESP    | C5     | DNF     | DNF    |